# Větry od pólů
Větry od pólů (cz. Wiatry od biegunów) – tomik czeskiego poety Otokara Březiny, opublikowany w 1897. Zawiera dwadzieścia utworów, między innymi Královna nadějí, Mučeníci, Kde jsem už slyšel?..., Modlitba za nepřátele, Úsměv života, Šťastní, Noci!, Bratrství věřících, Polední zrání, Pohyb němých úst, Magické půlnoci i Dlouho stáli.... Składające się na tomik utwory są napisane w większości wierszem wolnym.

Slunce! Smrtelné utkvělým zrakům! Ohnivý prameni žízně!
Nehnuté a v illusi přicházející! Nehnuté a v illusi odcházející!
Metající a ztravující stíny! Pohrávající s nocí!
Mlčenlivé!
Zda vzpomínáš na onen výkřik, nesený věky,
když prvně pohnul se život, zmámen tvou září,
a ztrnulý v extasi úžasu na kolenou z noci se zapotácel?